# Jacques d'Arbaud
Pour les articles homonymes, voir Arbaud.
Jacques d'Arbaud est un auteur-compositeur-interprète français de zouk. 
Surnommé « l'homme à la voix d'or », il est considéré comme un incontournable de la scène zouk de la Guadeloupe.

## Biographie
Batteur, guitariste et chanteur, en 1980, il devient percussionniste puis interprète du groupe Malanga. En 1983, après un séjour à Paris, il enregistre un album avec le groupe guadeloupéen Batako. En 1986, il est membre du groupe martiniquais Delta. L'année suivante, il incorpore le groupe Champagn de Frédéric Caracas. Il est aussi le chanteur dans les années 1980 du groupe guadeloupéen Malanga. Il obtient le succès avec les titres Frégate, Voyagé, Vakans An Nou, Hep et la reprise de Killing Me Softly. Célèbre sur la scène zouk antillaise, il se produit aussi à Paris

## Discographie
- 1988 : Y’fix
- 1994 : Bande de Fous, Solo Gammes Productions
- 1996 : Autrement, Gamme Production
- 1997 : Sur les chemins, Liso Music Production
- 1999 : Merci maman, merci papa, avec Joëlle Ursull, Hibiscus Records
- 2000 : Metta ipso facto, JPS production
- 2000 : Belle, avec Francky Vincent et Thierry Cham, Wagram Music
- 2002 : Septièmement, JPS production
- 2008 : Touché par, Debs Music
- 2018 : Nouvel an
- 2018 : Quitte l'extérieur

## Spectacles musicaux
- 1993 : Fatalita de Pascal Vallot[4]